# USS Little Rock (LCS-9)
USS Little Rock (LCS-9) — дев'ятий корабель класу бойових кораблів прибережної зони (LCS) і п'ятий в класі LCS типу «Фрідом». Він є другим кораблем, названим на честь Літл-Рока, столиці штату Арканзас.

## Будівництво
Орієнтовні витрати на будівництво судна складають від 300 до 350 мільйонів доларів.
Корабель прибережної зони USS «Little Rock» (LCS 9) був закладений 23 червня 2013 року на корабельні компанії Marinette Marine Corporation, розташованої в місті Марінетт, штат Вісконсин, США.
Спущений на воду 18 липня 2015 року. 12 серпня 2017 року розпочав ходові випробування на озері Мічиган, які успішно закінчив 17 серпня. 25 серпня завершив приймальні випробування, які тривали п'ять днів. 25 вересня відбулася церемонія передачі ВМС США.
16 грудня 2017 року в місті Буффало, штат Нью-Йорк, відбулася церемонія введення в експлуатацію. 20 грудня залишив Буффало і попрямував до свого порту приписки Мейпорт, штат Флорида. 24 грудня через замерзання річки Святого Лаврентія прибув в Монреаль (Канада) і був пришвартований до 33 причалу.
31 березня 2018 року покинув Монреаль і попрямував в порт приписки Мейпорт. 3 квітня прибув із запланованим візитом на базу збройних сил Канади Галіфакс (Нова Шотландія) для дозаправки. Вранці 12 квітня вперше прибув в порт приписки Мейпорт (штат Флорида).

## Бойова служба
У січні 2020 року повідомлялося, що корабель буде оснащений системою лазерної зброї, найімовірніше, системою HELIOS, розробленою Lockheed Martin.
6 лютого 2020 року Little Rock вирушив на першу ротацію. Переданий Південному командуванню США, корабель, як очікується, буде брати участь в операціях на підтримку багатонаціональної Операції «Martillo», яка спрямована на боротьбу з міжнародним обігом наркотиків у прибережних центральноамериканських водах.

Однак через притаманні цьому класу кораблів несправності в редукторній системі корабель був вимушений повернутись вже через шість тижнів після початку ротації.
21 січня 2022 року після 19 місяців поточного ремонту в сухому доку компанії BAE Systems в Джексонвіль корабель вирушив на заводські випробування.
Під час випробувань були виявлені збої в системах корабля, тимчасово було втрачено енергію. Керівництвом випробувань було вирішено повернутись в порт. Власним ходом корабель повернувся до військово-морської бази в Мейпорт 22 січня 2022 року.
У фіскальному бюджеті на 2022 рік частково через високу вартість заміни редукторної системи та виправлення шкоди, завданої під час виходу з ладу рушійної системи, ВМФ США запропонувало вивести зі складу флоту та зняти з озброєння LCS Little Rock та сестринський корабель USS Detroit (LCS-7).

## Галерея

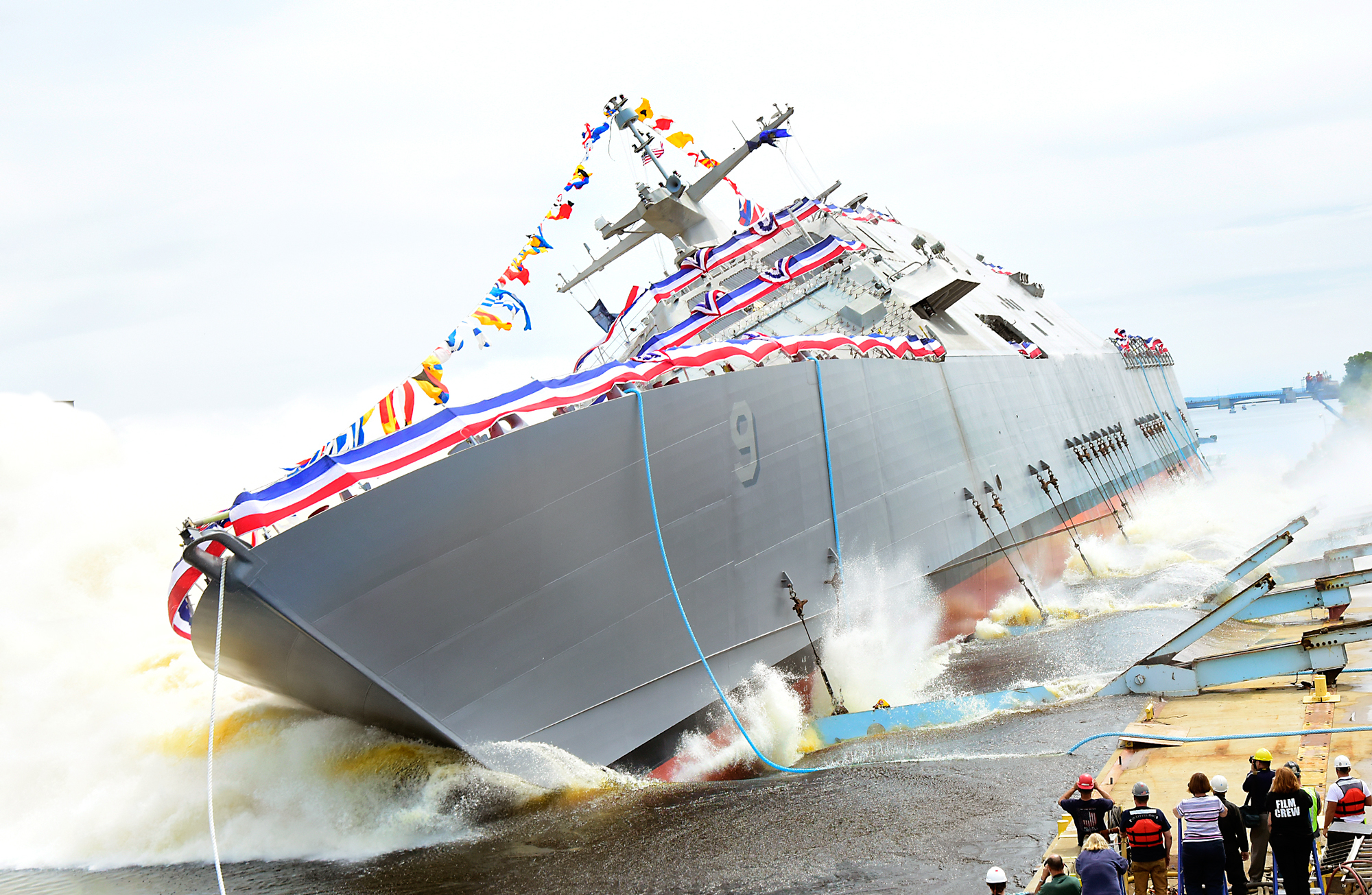
Спуск Little Rock 18 липня 2015 року
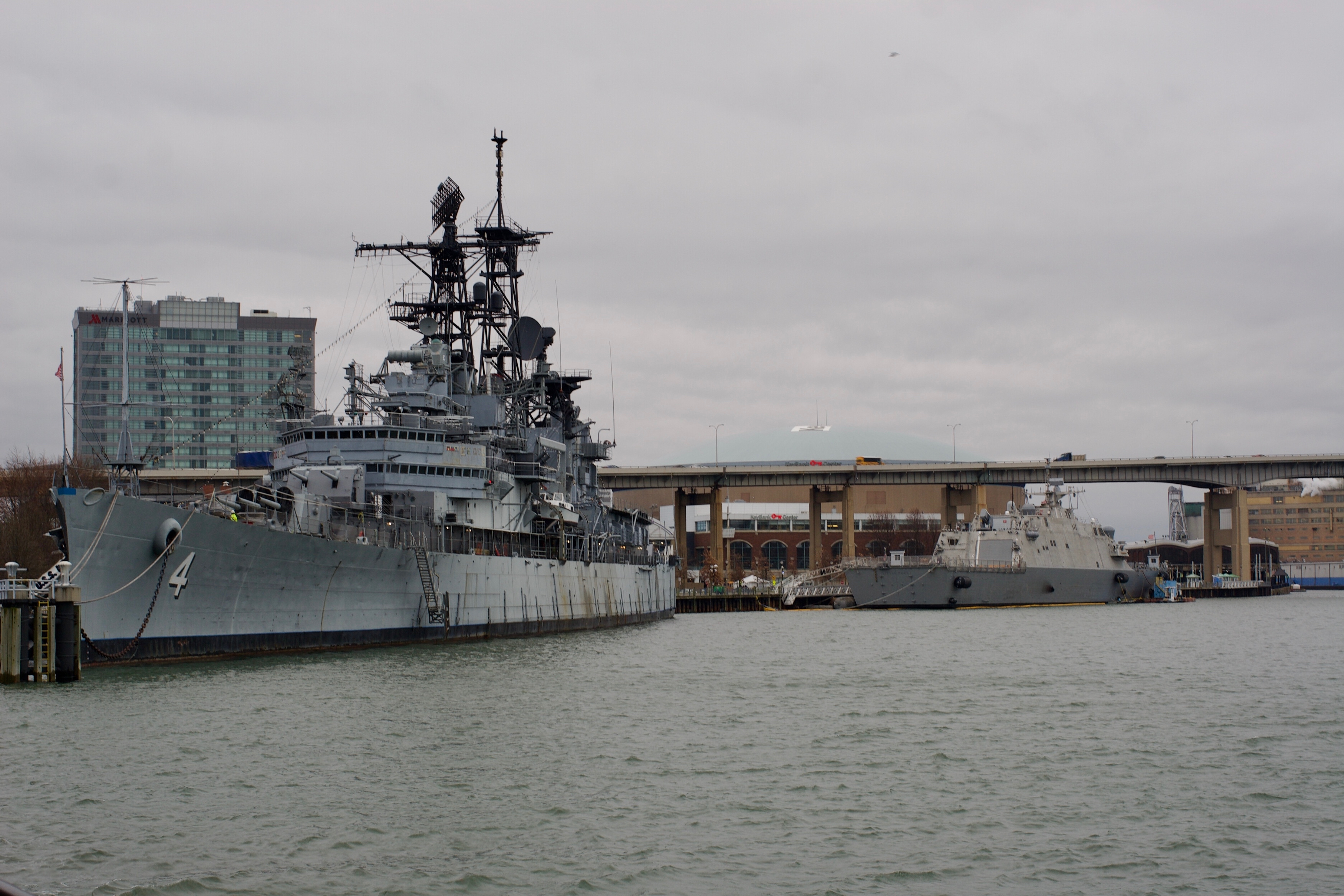
USS Little Rock (CL-92) разом з LCS-9
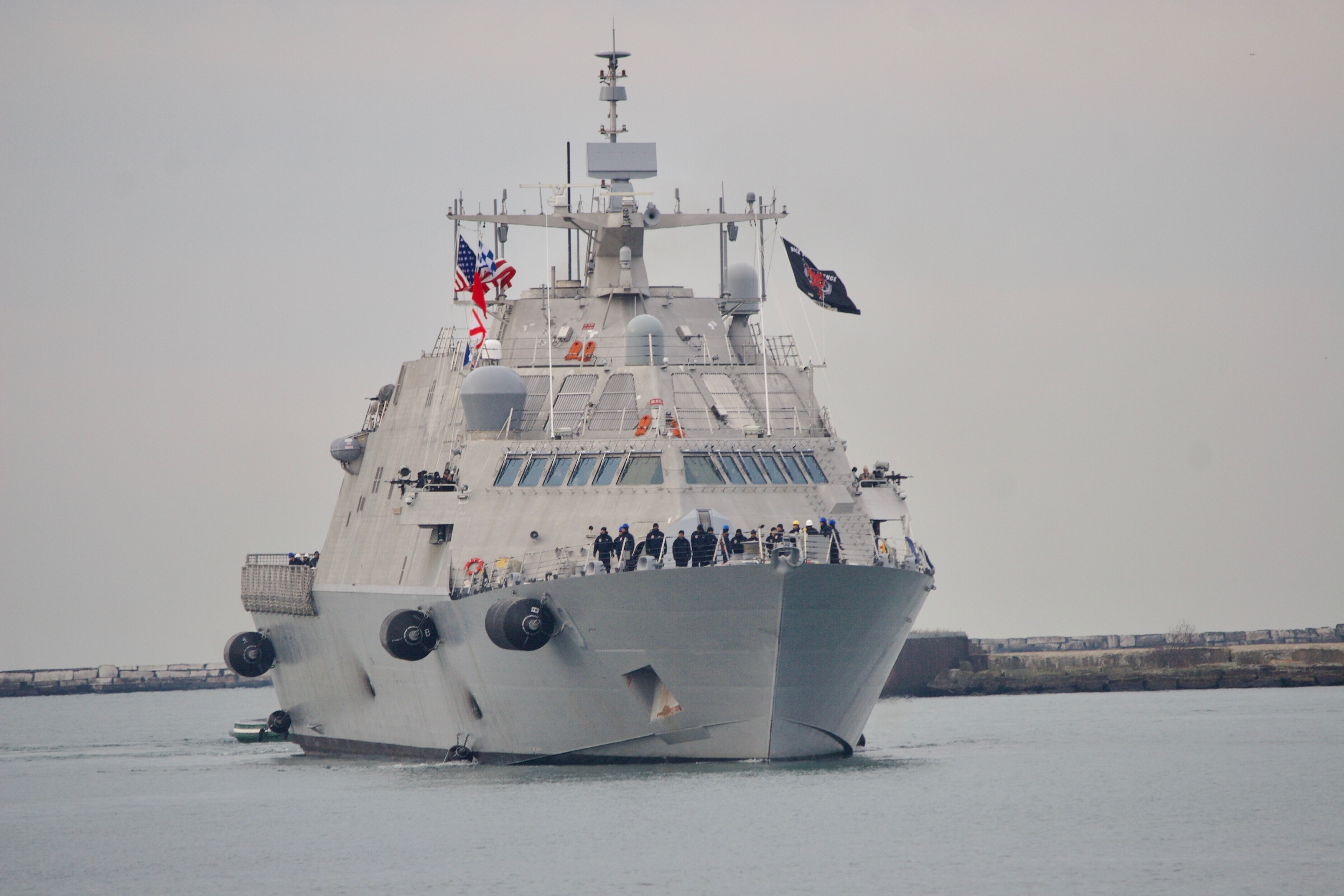
USS Little Rock входить до гавані Буффало
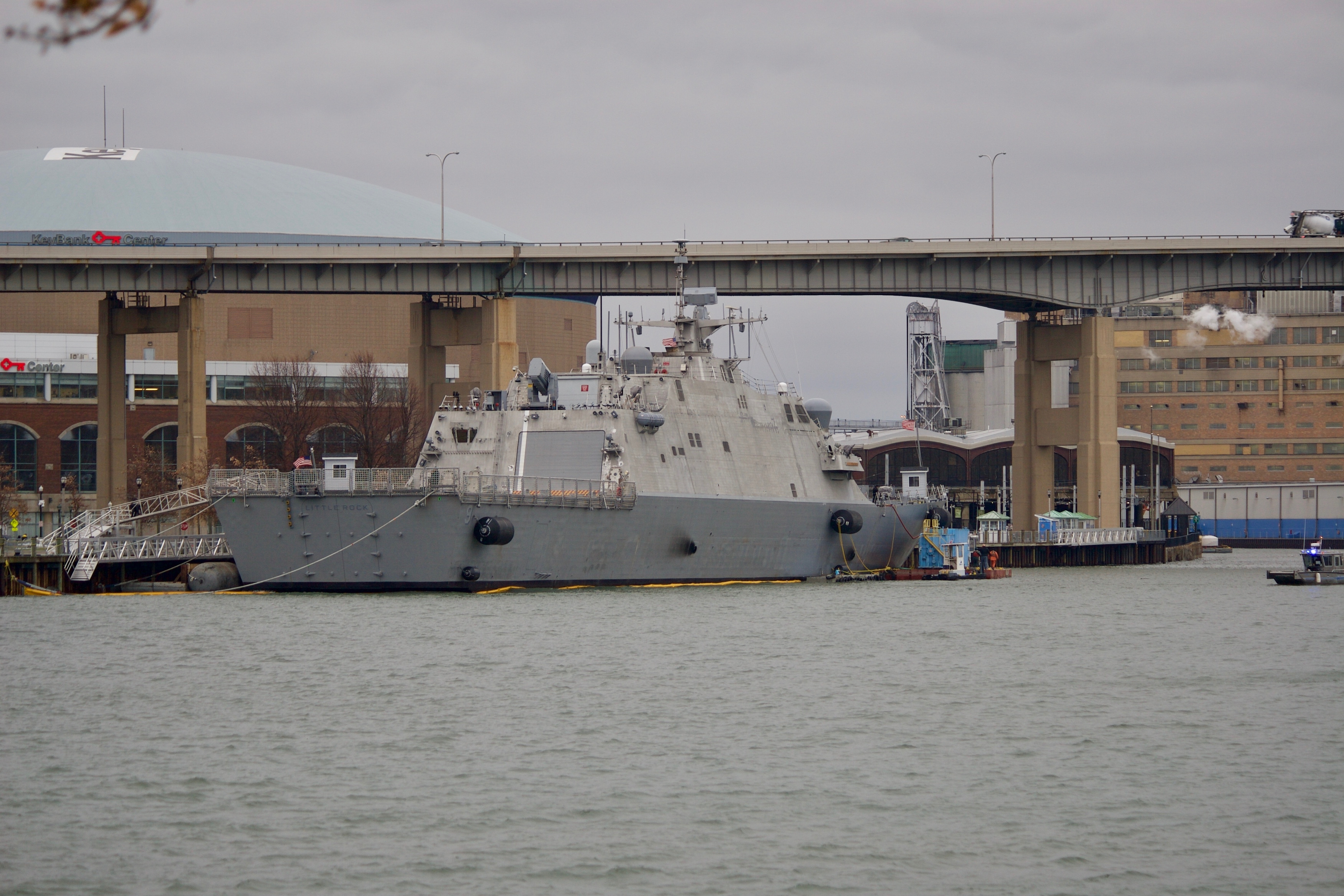
USS Little Rock пришвартувався в місті Каналсайд, Буффало, Нью-Йорк

## Зовнішні посилання
- Вікісховище має мультимедійні дані за темою: USS Little Rock (LCS-9)
- Офіційний сайт